# Gigantosaurus (serie animata)
Gigantosaurus è una serie animata francese basata sul bestseller di Jonny Duddle.

## Trama
Quattro giovani dinosauri esplorano un mondo preistorico di avventura in cui il mistero più eccitante di tutti è Gigantosaurus, il dinosauro più grande, feroce ma altruista che si sia mai visto! La curiosa Mazu, la giocosa Tiny, il timido Bill e il coraggioso Rocky vogliono tutti scoprire i segreti dell'elusivo Gigantosauro e scopriranno che tutti hanno qualcosa da imparare da lui.

## Personaggi principali
Bill: è un brachiosauro blu-grigio, è molto timido e anche affamato e ha molta paure di molte cose (ad esempio le api,i raptor, Termy e Giganto) ed è anche un bravo nuotatore; doppiato da Lorenzo Crisci.
Mazu: è un'anchilosaura marrone e intelligente, ama studiare e costruire ed è anche secchiona e indossa una borsa; doppiata da Monica Vulcano.
Rocky: è un Parasaurolofo rosso e coraggioso, ama saltare sulle liane e litiga spesso con Mazu (anche se vanno d'accordo); doppiato da Tito Marteddu.
Tiny: è una Triceratopa verde smeraldo  con un becco nero-blu, è molto creativa e allegra, ama disegnare ballare e cantare , ha un fratello maggiore e non le piace fare il bagno con il fango; doppiata da Agnese Marteddu.
Giganto: è un giganotosauro di colore verde. Sebbene appaia molto ostile in realtà è estremamente socievole e aiuta i protagonisti nel momento del bisogno; doppiato da Luca Biagini.